# Illavai járás

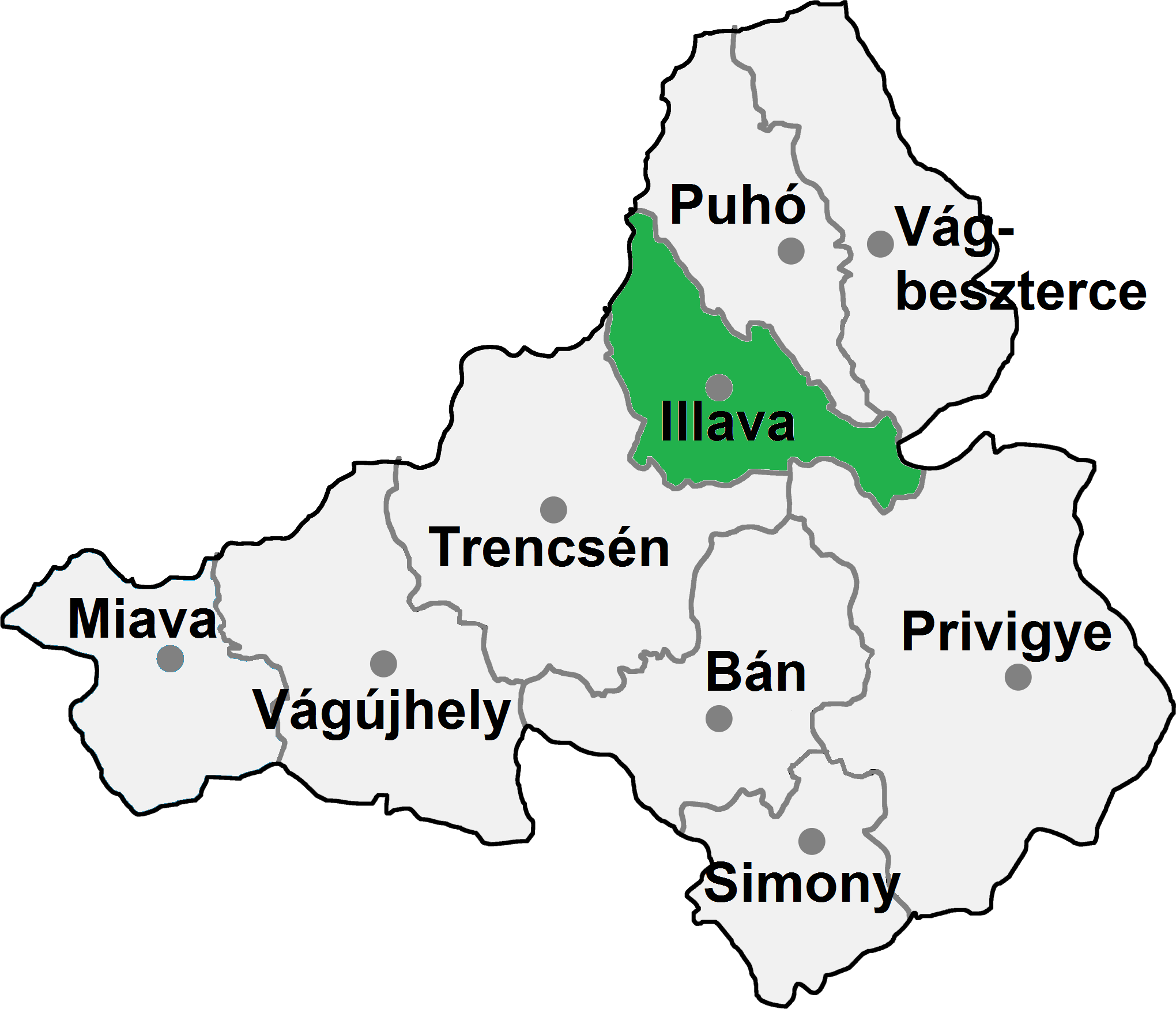
Az Illavai járás

Az Illavai járás (Okres Ilava) Szlovákia Trencséni kerületének közigazgatási egysége. Területe 359 km², lakosainak száma 60 578 (2011), székhelye Illava (Ilava). A járás egykor teljes egészében a régi Trencsén vármegye területe volt.

## Népessége
| Év:            | 1994.  | 2004.   | 2014.   | 2024.   |
| -------------- | ------ | ------- | ------- | ------- |
| Emberek száma: | 62 205 | 61 422  | 60 194  | 56 647  |
| Eltérés:       |        | -1,25 % | -1,99 % | -5,89 % |

| Év:            | 2023.  | 2024.   |
| -------------- | ------ | ------- |
| Emberek száma: | 56 920 | 56 647  |
| Eltérés:       |        | -0,47 % |

## Az Illavai járás települései
- Bolesó (Bolešov)
- Borcsic (Borčice)
- Dúlóújfalu (Dulov)
- Felsőtölgyes (Horná Poruba)
- Illava (Ilava)
- Kasza (Košeca)
- Kaszaváralja (Košecké Podhradie)
- Köveskő (Kameničany)
- Lédec (Ladce)
- Máriatölgyes (Dubnica nad Váhom)
- Mikosfalva (Mikušovce)
- Oroszlánkő (Vršatské Podhradie)
- Poroszka (Pruské)
- Szalonca (Slavnica)
- Szedmerőc (Sedmerovec)
- Széppatak (Krivoklát)
- Tohány (Tuchyňa)
- Újtölgyes (Nová Dubnica)
- Vágbánya (Bohunice)
- Vöröskő (Červený Kameň)
- Zsolt (Zliechov)